# كورسيرا
كورسيرا هي شركة تعليمية عبر الإنترنت ربحية توفر مساقات هائلة مفتوحة أنشأها مدرسون من جامعة ستانفورد. تعمل كورسيرا مع جامعات عالمية على طرح مساقاتها التعليمية عبر واجهة كورسيرا لإدارة النظم التعليمية. وصل عدد المسجلين في مساقاتها في أكتوبر 2013 إلى 5 ملايين طالب من جميع أنحاء العالم.

## كيف يعمل كورسيرا؟

### الكورسات المنفردة - Courses
كل كورس علي كورسيرا يتم تقديمه من خلال أفضل المدربين في العالم من أحسن الجامعات العالمية المختلفة، وعندما تقوم بإنهاء كافة محتويات، ومتطلبات الكورس؛ تحصل على شهادة من هذه الجامعات، وبالطبع يمكنك طبع هذه الشهادة ووضعها في سيرتك الذاتية (CV).

### التخصصات - Specializations
إذا كنت تريد أن تتخصص في مجال ما، وتريد سلسلة كورسات ومسار تعليمي واضح؛ إذا هذا الاختيار هو المناسب لك.
لأن نظام التخصصات علي كورسيرا يكون منظم جداً، وبه كل ما تحتاجه لتتعلم المجال الذي تريده. وبمجرد انتهاء الكورسات الموجودة داخل التخصص، يمكنك الحصول على شهادة وبدأ العمال في المجال الذي تعلمته.

### الدبلومات - Online Degrees
يحتاج الكثير منا أحيانا إلى الحصول على دبلومة من جامعات مرموقة، ولكن يقف السفر والإجراءات وأحيانا المال كعوائق لنا، ولكن من خلال التعلم عبر الإنترنت وكورسيرا أصبح كل شئ متاح وسهل الحصول عليه. وفرت كورسيرا نظام الدبلومات الاونلاين والذي يوفر لك الدراسة في جامعات مختلفة وتحضير ماجستير بها، وتكون مدة الدراسة ما بين سنة إلى 3 سنوات.

## المساقات
يقدم موقع كورسيرا مساقات مجانية في مواضيع تشمل علوم الإنسانية، الطب، الأحياء، علوم اجتماعية، الرياضيات، إدارة الأعمال، العلوم، وعلوم الحاسب. ولكل مساق محاضرة على الفيديو ومهام على الطالب اتمامها. كما يستعمل نظام التقييم المقارن بين المتعلمين. كما توفر كورسيرا لكل مساق مجالات النقاش للطلاب. ويعتمد بعض الطلاب على الالتقاء فيما بينهم في أماكن جغرافية محددة من خلال نظام «مينغ دوت كوم». وتعتمد نظم ديناميكية الضغط على المفاتيح للتأكد من مصداقية الطلاب.

## وصلات خارجية
- الموقع الرسمي
- مدونة الشركة